# Disciples of Christ
Disciples of Christ (Christian Church – Disciples of Christ) er et kristent trossamfund med rødder i den amerikanske reformationsbevægelse som voksede frem i begyndelsen af 1800-tallet som følge af Alexander Campbells og Barton W. Stones forkyndelse.
Disciples of Christ blev officielt stiftet i 1827 og er i dag et af de største kristne trossamfund som er grundlagt i USA. Kirken hævder at have 277.864 medlemmer (2022), i henved 3600 menigheder i Nordamerika.
Kirken har et baptistisk dåbssyn og forkaster treenighedslæren.